# توني كرانتز
توني كرانتز (بالإنجليزية: Tony Krantz)‏ هو منتج أفلام ومنتج تلفزيوني ومخرج أمريكي، ولد في 16 يونيو 1959.

## وصلات خارجية
- توني كرانتز على موقع IMDb (الإنجليزية)
- توني كرانتز على موقع ألو سيني (الفرنسية)
- توني كرانتز على موقع قاعدة بيانات الفيلم (الإنجليزية)